# ロビイストの陰謀
『ロビイストの陰謀』（ロビイストのいんぼう、Casino Jack）は、2010年のカナダの伝記・政治風刺映画。2006年に発覚した、当時のブッシュ政権を支えていた大物ロビイスト、ジャック・エイブラモフによるカジノ利権を巡る詐欺事件を描いている。ジョージ・ヒッケンルーパー監督、ケヴィン・スペイシー主演。

## キャスト
- ジャック・エイブラモフ（英語版） - ケヴィン・スペイシー
- パム・エイブラモフ - ケリー・プレストン： エイブラモフの妻。
- エミリー・J・ミラー（英語版） - レイチェル・レフィブレ： スキャンロンの婚約者。
- マイケル・スキャンロン（英語版） - バリー・ペッパー： エイブラモフの相棒。
- アダム・キダン（英語版） - ジョン・ロヴィッツ
- ケヴィン・A・リング（英語版） - ジョン・デヴィッド・ワーレン
- オスカー・カリーロ - ヤニック・ビッソン
- バーニー・スプラグ - グラハム・グリーン
- チーフ・ポンチョ - エリック・シュウェイグ
- ビッグ・トニー - モーリー・チェイキン
- ラルフ・リード（英語版） - クリスチャン・キャンベル（英語版）
- トム・ディレイ - スペンサー・ギャレット
- アンソニー・フェラーリ - ジョー・ピングー
- カール・ローヴ - デヴィッド・フレシャー
- グローヴァー・ノルキスト（英語版） - ジェフリー・R・スミス
- ガス・ブーリス（英語版） - ダニエル・カッシュ

## 製作と公開
撮影は2009年6月よりカナダオンタリオ州ハミルトンで行われた。2010年12月公開およびトロント国際映画祭でのプレミア上映が予定された。
ジョージ・ヒッケンルーパーは公開日の7週前の2012年10月29日に亡くなり、本映画が遺作となった。

## 評価
Rotten Tomatoesでは91件のレビュー中、支持率は36%となった。ロジャー・イーバートは4ツ星満点で3ツ星を与え、「『ロビイストの陰謀』はとても率直であり、それは素晴らしい」と評した。
ケヴィン・スペイシーはゴールデングローブ賞 主演男優賞 (ミュージカル・コメディ部門)にノミネートされた。